# Grupa Armii Warszawa

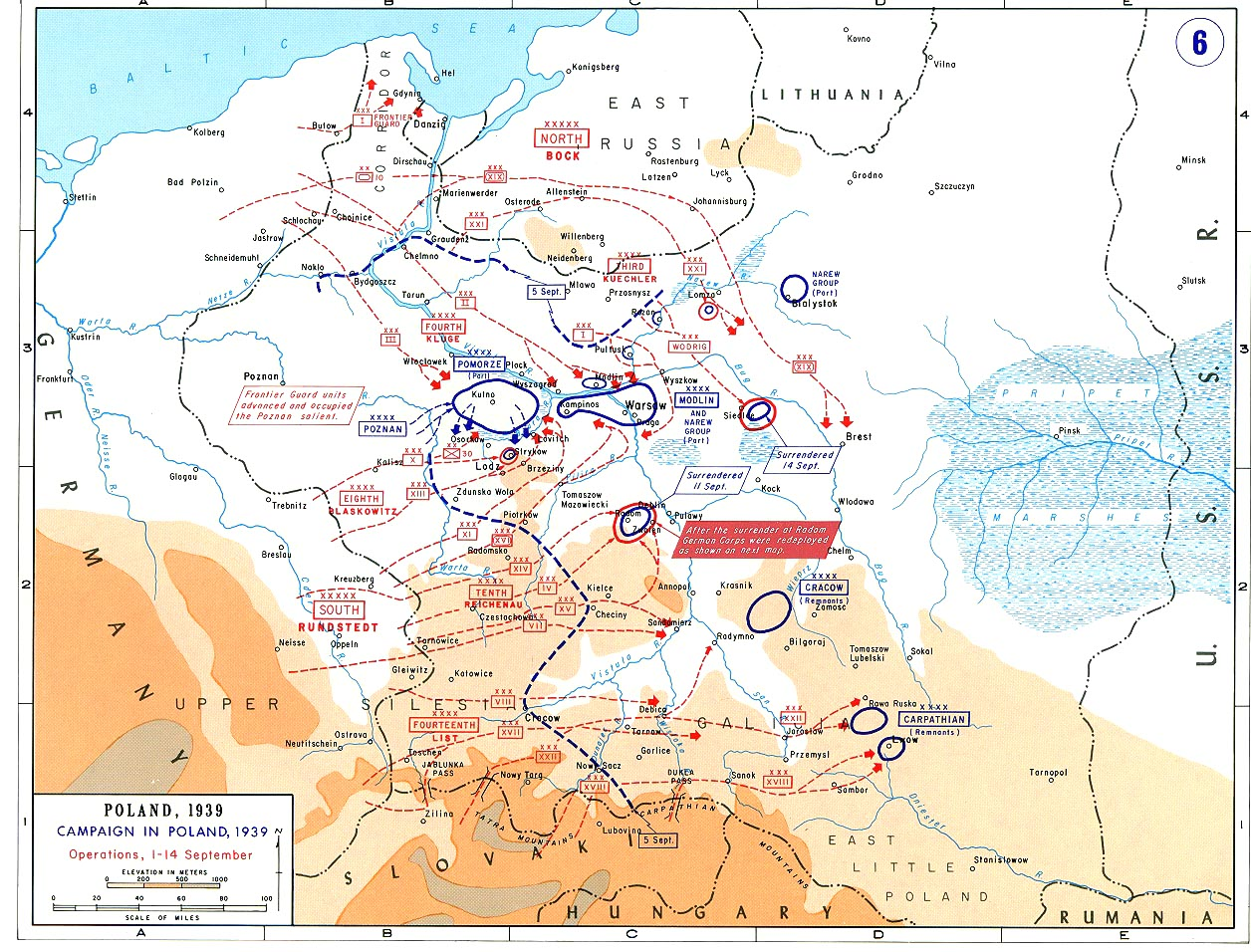
1 – 14 września 1939

Grupa Armii Warszawa (inna nazwa – Grupa Armii gen. Rómmla) – związek operacyjny Wojska Polskiego utworzony w trakcie wojny polsko-niemieckiej rozkazem Wodza Naczelnego marsz. Edwarda Rydza-Śmigłego z 8 września 1939 r.

## Geneza
Klęska w bitwie granicznej zmusiła NDWP do szukania nowych linii obrony. Jedną z nich miał być tzw. trójkąt strategiczny, czyli Warszawa, Modlin, Zegrze, Dębe i Beniaminów. W celu jego obrony z inicjatywy szefa Sztabu Generalnego powołano Grupę Armii Warszawa, pod dowództwem Juliusza Rómmla, dowodzącego wcześniej Armią Łódź. Jednak tego samego dnia marszałek Śmigły-Rydz zrezygnował z obrony trójkąta strategicznego i nakazał rozwiązanie GA Warszawa, powołując na jej miejsce Armię Warszawa, a część jednostek Armii Modlin ruszyło na północną Lubelszczyznę (do organizowanej Grupy Armii gen. Dąb-Biernackiego).

## Dowództwo i skład
- dowódca
  - gen. Juliusz Rómmel
- szef sztabu
  - gen. Aleksander Pragłowski
- skład
  - Armia „Łódź”
    - 2 Dywizja Piechoty
    - 28 Dywizja Piechoty
    - 30 Dywizja Piechoty
    - Wołyńska Brygada Kawalerii

  - Armia „Modlin”
    - 8 Dywizja Piechoty
    - 20 Dywizja Piechoty
    - Nowogródzka Brygada Kawalerii

  - 5 Dywizja Piechoty
  - załoga Warszawy